# Klamydia
Klamydia (finnisch für Chlamydien) ist eine 1988 gegründete Punk-Rock-Band aus der westfinnischen Stadt Vaasa. 

## Geschichte
Die Geschichte der Band ist durch eine Vielzahl von Änderungen in der Zusammensetzung der Mitglieder geprägt – nur Sänger Vesa Jokinen gehört dem Line-up seit der Gründung ununterbrochen an – aber auch von einer Unermüdlichkeit, die bislang zu 24 Alben und insgesamt weit über 300 Songs geführt hat. 
Durch den Umstand, dass praktisch alle Lieder auf Finnisch aufgenommen werden (ein paar wenige auch auf Schwedisch) ist die Band außerhalb Finnlands nur wenigen Leuten bekannt. Die Band führte jedoch auch schon Touren durch Deutschland durch und veröffentlichte jeweils eine LP mit den Bands „Die Schwarzen Schafe“ und „Die Lokalmatadore“. In Finnland ist die Gruppe für ihre Texte bekannt, die nicht selten ins Vulgäre einzuordnen sind. Allerdings befinden sich auch sozialkritische Themen in einigen ihrer Songs.
Die Band kann sich stets auf relativ gute Verkaufszahlen verlassen, von Musikkritikern wird sie jedoch nicht hoch angesehen.
Die Band gründete 1992 mit „Kråklund Records“ ihr eigenes Label, dem mittlerweile mehrere finnische Rockbands angehören.

## Diskografie

### Alben
| Jahr | Titel                                           | Höchstplatzierung, Gesamtwochen, AuszeichnungChartsChartplatzierungen (Jahr, Titel, Platzierungen, Wochen, Auszeichnungen, Anmerkungen) | Anmerkungen                              |
| Jahr | Titel                                           | FI | Anmerkungen                              |
| ---- | ----------------------------------------------- | --- | ---------------------------------------- |
| 1995 | Siittiöt sotapolulla                            | FI5 Gold · (7 Wo.)FI |                                          |
| 1996 | Lahjattomat                                     | FI7 (12 Wo.)FI |                                          |
| 1996 | Klamysutra – lauluja rakastelemisen vaikeudesta | FI5 Gold · (10 Wo.)FI |                                          |
| 1997 | Kipsi                                           | FI16 (6 Wo.)FI | mit Lokalmatadore                        |
| 1997 | Tango Delirium                                  | FI7 (6 Wo.)FI |                                          |
| 1998 | Klamytologia                                    | FI3 (19 Wo.)FI |                                          |
| 1999 | Ja käsi käy                                     | FI24 (2 Wo.)FI | Livealbum                                |
| 1999 | Zulupohjalta                                    | FI4 (7 Wo.)FI |                                          |
| 2001 | Klamytapit                                      | FI3 (6 Wo.)FI |                                          |
| 2002 | Punktsipum                                      | FI13 (5 Wo.)FI |                                          |
| 2003 | Piikkinä lihassa – Klamydia 15v.                | FI10 (5 Wo.)FI |                                          |
| 2005 | Tyhmyyden ylistys                               | FI7 (4 Wo.)FI |                                          |
| 2007 | Klamydia                                        | FI2 (9 Wo.)FI |                                          |
| 2009 | Rujoa taidetta                                  | FI1 (10 Wo.)FI |                                          |
| 2011 | Loputon luokkaretki                             | FI1 (10 Wo.)FI | Erstveröffentlichung: 7. September 2011  |
| 2013 | XXV                                             | FI1 (13 Wo.)FI | Erstveröffentlichung: 13. September 2013 |
| 2016 | Antisupersankarit                               | FI2 (10 Wo.)FI | Erstveröffentlichung: 23. September 2016 |
| 2018 | Aikuisilta kielletty                            | FI1 (6 Wo.)FI | Erstveröffentlichung: 28. September 2018 |
| 2021 | Hiljainen pöytä läheltä orkesteria              | FI1 (12 Wo.)FI | Erstveröffentlichung: 21. Mai 2021       |
| 2022 | Masturbaatio ilman käsiä                        | FI8 (1 Wo.)FI | Erstveröffentlichung: 1993               |
| 2022 | Pää kiinni painajainen                          | FI10 (1 Wo.)FI | Erstveröffentlichung: 1992               |
| 2022 | Älpee                                           | FI11 (1 Wo.)FI | Erstveröffentlichung: 1989               |
| 2022 | Tippurikvartetti                                | FI13 (1 Wo.)FI | Erstveröffentlichung: 1994               |
| 2022 | Kötinää                                         | FI16 (1 Wo.)FI | Erstveröffentlichung: 1994 Livealbum     |
| 2025 | Mörkö koneistossa                               | FI3 (… Wo.)FI | Erstveröffentlichung: 9. Mai 2025        |

Weitere Alben
- Tres hombres (1991)
- Los celibatos (1991, FI: Gold)
- Himmelachtungperkele (1994)
- Urpojugend (2004)
- Jubelium! (2009)
- Punksinfonia (mit Vaasan Kaupunginorkesteri, 2016)

### Singles
| Jahr | Titel Album                                             | Höchstplatzierung, Gesamtwochen, AuszeichnungChartsChartplatzierungen (Jahr, Titel, Album, Platzierungen, Wochen, Auszeichnungen, Anmerkungen) | Anmerkungen                  |
| Jahr | Titel Album                                             | FI | Anmerkungen                  |
| ---- | ------------------------------------------------------- | --- | ---------------------------- |
| 1995 | Saksaan Siittiöt sotapolulla                            | FI5 (4 Wo.)FI |                              |
| 1996 | Narkkarirakkautta Siittiöt sotapolulla                  | FI9 (4 Wo.)FI |                              |
| 1996 | Pala rauhaa Klamysutra                                  | FI6 (6 Wo.)FI |                              |
| 1997 | Perseeseen Kipsi                                        | FI1 Platin · (13 Wo.)FI |                              |
| 1997 | Kosketus Tango Delirium                                 | FI1 Platin · (14 Wo.)FI |                              |
| 1998 | Neljä nahkafagottia –                                   | FI4 (7 Wo.)FI | mit Sanktio, Nukkekoti & FTK |
| 1998 | Onnesta soikeena Ja käsi käy                            | FI2 (19 Wo.)FI |                              |
| 1999 | Letoisa Lewinsky Zulupohjalta                           | FI2 (9 Wo.)FI |                              |
| 2000 | Snapsin paikka –                                        | FI7 (6 Wo.)FI |                              |
| 2000 | Ryssä mun leipääni syö Klamytapit                       | FI1 (12 Wo.)FI |                              |
| 2001 | Koomikko tahtomattaan Klamytapit                        | FI4 (3 Wo.)FI |                              |
| 2002 | Ookko tehny lenkkiä (pyörällä ilman penkkiä) Punktsipum | FI4 (5 Wo.)FI |                              |
| 2002 | Suomi on sun Punktsipum                                 | FI3 (6 Wo.)FI |                              |
| 2003 | Seokset –                                               | FI3 (4 Wo.)FI |                              |
| 2003 | Kujanjuoksu Urpojugend                                  | FI9 (2 Wo.)FI |                              |
| 2005 | Pienen pojan elämää Tyhmyyden ylistys                   | FI3 (4 Wo.)FI |                              |
| 2005 | Lohikäärme puff Tyhmyyden ylistys                       | FI2 (6 Wo.)FI |                              |
| 2007 | Ne jää jotka jää Klamydia                               | FI2 (5 Wo.)FI |                              |
| 2009 | Miljoonan kilsan tennarit Rujoa taidetta                | FI17 (1 Wo.)FI |                              |